# Octrooibureau Vriesendorp & Gaade B.V.

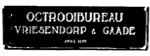
Het oude logo

Octrooibureau Vriesendorp & Gaade B.V.  is een Nederlands octrooibureau. Opgericht in 1833 is het het oudste octrooibureau ter wereld dat nog steeds actief is.

## Vroege Nederlandse octrooigeschiedenis
Nederland kent al lange tijd octrooien. Al in de middeleeuwen werden regelmatig octrooien verleend aan bekende namen zoals Leeghwater, Huygens, De Keyser, Stevin en Drebbel. In 1817 werd een octrooiwet van kracht onder Koning Willem I, en het was onder deze wet dat het bedrijf van Vriesendorp & Gaade betrokken was bij het aanvragen van octrooien.

## De historie van Vriesendorp & Gaade

### Eerste octrooiaanvrage in 1833
Vriesendorp & Gaade diende de eerste octrooiaanvrage, waarin zij optraden als gemachtigden, in op 27 september 1833. Het octrooi in kwestie werd verleend door de koning onder de octrooiwet van 1817 op 9 november 1833. Het betrof een zogenaamd importoctrooi, verleend aan F.M.N. van Aken, die in Frankrijk in aanraking was gekomen met een apparaat voor het zuiveren van suiker en het distilleren van alcohol, beschreven in een Frans octrooi dat was aangevraagd op 4 februari 1833. Vanaf dat ogenblik werd het bedrijf van Vriesendorp & Gaade in octrooiregisters aangeduid als een octrooigemachtigdenbureau.

### Oprichters

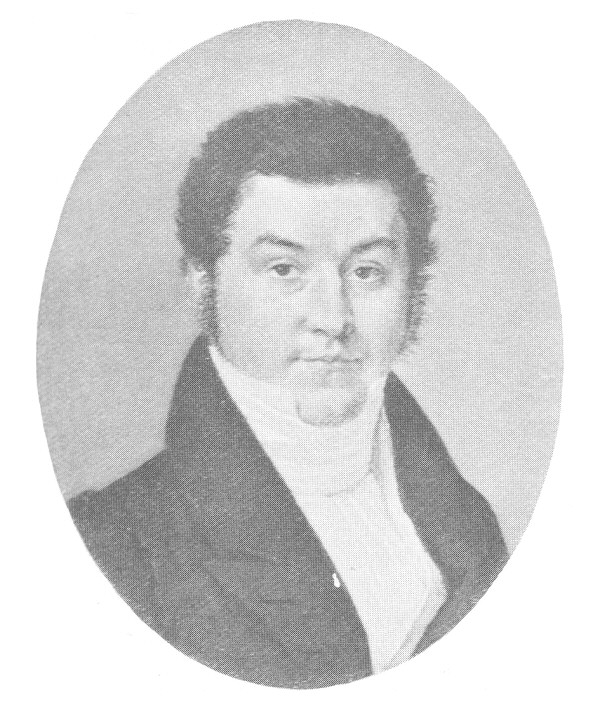
Anthony Nicolaas Vriesendorp (1806-1845)
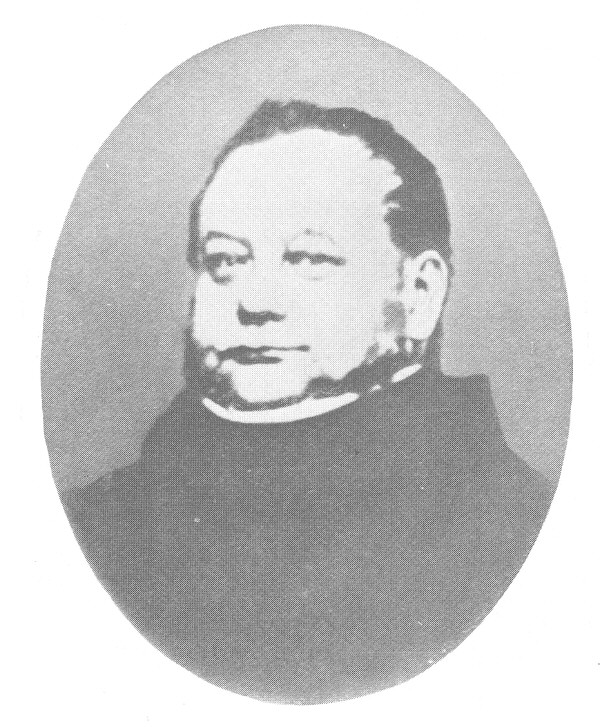
Jan Hendrik Gaade (1800-1861)

De oprichters van het bedrijf waren mr. Anthony Nicolaas Vriesendorp (1806-1845), die uit een oude Dordrechtse familie van patriciërs stamde, en die afstudeerde als meester in de rechten aan de Universiteit van Leiden, en mr. Jan Hendrik Gaade (1800-1861), wiens huis in Den Haag, aan Westeinde 10, in eerste instantie diende als accommodatie voor het bedrijf.

### Benoemd als 'gouvernements-solliciteur' in 1837
Een belangrijke gebeurtenis voor het bedrijf vond plaats op 6 augustus 1837, toen mr. A.N. Vriesendorp werd benoemd als gouvernements-solliciteur in de Residentie in Den Haag. Artikel 3 van het Koninklijk Besluit van 5 september 1823 omschrijft de functie van de gouvernements-solliciteur als volgt:
Geene verzoekschriften of memorien zullen aan Ons of aan de onderscheidene departementen van algemeen bestuur worden ingediend, of mogen worden aangenomen, ten zij dezelve door de rekestranten persoonlijk zijn onderteekend of wel namens dezelve door eenen gouvernements-solliciteur (in modern Nederlands gesteld: Geen verzoekschriften of aangiften mogen worden ingediend bij Ons of de diverse Staatsafdelingen of mogen worden geaccepteerd, tenzij zij zijn ondertekend door de verzoekers persoonlijk of gemachtigd namens hen de gouvernements-solliciteur).
Gouvernements-solliciteurs waren derhalve tussenpersonen tussen de burgers en de overheid. Zij waren benoemd door de overheid en waren verantwoordelijk voor het deugdelijk opstellen en indienen van verzoekschriften gericht aan de overheid. Dankzij de Octrooiwet van 1817 was een octrooi een vergunning die kon worden verleend door de koning en daardoor behoorde het opstellen en het indienen van octrooiaanvragen ook bij het werk van de solliciteur. Hierdoor was het een logische ontwikkeling dat er, na de benoeming van Vriesendorp als gouvernements-solliciteur in 1837, octrooien werden aangevraagd door het bedrijf van Vriesendorp & Gaade.
In 1869 werd in Nederland de Octrooiwet van 1817 afgeschaft, waardoor de toekomst van het bedrijf van Vriesendorp & Gaade er niet rooskleurig uitzag.

### Octrooi nr. 1 onder de Rijksoctrooiwet van 1910
Nederland werd deelnemer van het Verdrag van Parijs van 20 maart 1883, waardoor een internationale regeling met betrekking tot industriële eigendomsrechten tot stand kwam en in Nederland van kracht werd. Op 3 mei 1905 werd in Nederland het wetsvoorstel voor een octrooiwet gepubliceerd. Nadat de Rijksoctrooiwet van 1910 van kracht was geworden, hervatte het kantoor haar oude activiteiten van het solliciteursberoep, namelijk het indienen van octrooiaanvragen.
In Nederland verscheen onder de Rijksoctrooiwet van 1910 de octrooigemachtigde in plaats van de gouvernements-solliciteur. F.L. Kleyn, octrooigemachtigde van het bedrijf van Vriesendorp & Gaade, diende op 21 juni 1912 een octrooiaanvraag in die later als octrooi nr. 1 onder de nieuwe Rijksoctrooiwet van 1910 verleend zou worden.
Om duidelijk te maken dat het bedrijf van Vriesendorp & Gaade het behandelen van octrooizaken in Nederland had hervat, werd de naam veranderd in Octrooibureau Vriesendorp & Gaade.

### Eerste Wereldoorlog
Ondanks de Eerste Wereldoorlog en de crisis die volgde, ontwikkelde het in eerste instantie middelgrote octrooibureau in steeds sterkere mate, ook ten gevolge van een overname van de octrooiafdeling van het bedrijf van Van der Graaf in 1917.

### Tweede Wereldoorlog
Gedurende de Tweede Wereldoorlog werd communicatie met veel landen geleidelijk onderbroken, maar tot bijna het einde van de oorlog kon er werk worden verzet. Twee maanden voor het einde van de Tweede Wereldoorlog, op 3 maart 1945, werd Den Haag zwaar getroffen door een bombardement van de geallieerden, waarbij in het bijzonder de directe omgeving van de accommodatie en de aanliggende gebouwen van Vriesendorp & Gaade werden geraakt. De directe treffer en de verwoesting die hierdoor ontstond, legde de accommodatie van het octrooibureau in een paar uur tijd in de as. Met hulp van de Octrooiraad, collega's/octrooigemachtigden en klanten werden de archieven en de administratie gereconstrueerd.

### Naoorlogse ontwikkelingen
Aan het einde van de Tweede Wereldoorlog zorgden een aantal belangrijke ontwikkelingen op het gebied van industrieel eigendom, zoals het Verdrag van Rome van 1957, het Patent Cooperation Treaty van 1970 en het Europees Octrooiverdrag van 1973 ervoor dat het karakter van de activiteiten een sterke verandering onderging.
Momenteel is Octrooibureau Vriesendorp & Gaade B.V. gevestigd in Den Haag en Apeldoorn. De staf bestaat uit ongeveer 40 medewerkers en is, als van oudsher, actief op het gebied van intellectueel eigendom.

## Publicaties
- One hundred and fifty years Octrooibureau Vriesendorp & Gaade. Designed by P. de Knegt,with the collab. of J. Heinen. Baarn, Bosch & Keuning, 1983. Geen ISBN
- Octrooibureau Vriesendorp & Gaade. 1833-1933. 's-Gravenhage, 1933.